# Daresbury
Daresbury è un villaggio e parrocchia civile dell'Inghilterra, appartenente alla contea del Cheshire.

## Creamfields
Dal 2006 ad oggi, entra in scena uno dei festival di musica elettronica più attesi dell’anno, il Creamfields, che si svolge verso fine Agosto. Grandi nomi hanno approdato al festival come Armin Van Buuren, Calvin Harris, Dimitri Vegas & Like Mike, Eric Prydz, Hardwell, Martin Garrix, Tiësto e molti altri. Per l'edizione 2019, sono stati protagonisti il supergruppo svedese Swedish House Mafia, chiudendo l'ultima serata. Questo è stato il loro primo ed unico spettacolo nel Regno Unito dal 2012.